# Elcy
Elcy, właśc. Elcy Goulart de Freitas (ur. 5 grudnia 1938 w Recife) – piłkarz brazylijski, występujący podczas kariery na pozycji napastnika.

## Kariera klubowa
Piłkarską karierę Elcy rozpoczął w Sporcie Recife w 1958 roku. Z Recife trzykrotnie zdobył mistrzostwo stanu Pernambuco – Campeonato Pernambucano w 1958, 1961 i 1962 roku. W latach 1963–1964 występował w SE Palmeiras. Ostatnim klubem w jego karierze było Náutico Recife, w którym występował w latach 1964–1968. Był to złoty okres klubu z Recife, czego dowodem jest sześciokrotne z rzędu zdobycie mistrzostwa stanu Pernambuco – Campeonato Pernambucano w 1963, 1964, 1965, 1966, 1967, 1968 oraz zodbycie wicemistrzostwa Taça Brasil w 1967 roku, najważniejszych wówczas rozgrywek krajowych w Brazylii. Elcy zdobył 5 z 6 mistrzostw stanu Pernambuco.

## Kariera reprezentacyjna
W reprezentacji Brazylii Elcy zadebiutował 12 grudnia 1959 w przegranym 0-3 meczu z reprezentacją Urugwaju podczas drugiego turnieju Copa América 1959 w Ekwadorze, na którym Brazylia zajęła trzecie miejsce. Był to jedyny jego występ w reprezentacji.